# Álvaro César de Mendonça
Álvaro César de Mendonça (Elvas, 6 de novembro de 1875 — Lisboa, 5 de julho de 1959) foi um oficial de Cavalaria do Exército Português que, entre outras funções foi deputado ao Congresso da República e Ministro da Guerra do governo do sidonismo (o 16.º governo republicano, em funções de 8 de outubro a 23 de dezembro de 1918).

## Biografia
Alistou-se no Exército em 2 de setembro de 1893 e depois da frequência da Escola do Exército, onde concluiu o curso de da arma de Cavalaria, foi promovido a alferes a 4 de Maio de 1896. Ao longo da carreira prestou serviço em diferentes unidades militares e alcançou o posto de tenente-coronel em 29 de setembro de 1917.
Foi Ministro da Guerra do governo do 16.º governo republicano, presidido por Sidónio Pais, em funções de 8 de outubro a 23 de dezembro de 1918 (embora inicialmente com o título de Secretário de Estado adoptado pelo sidonismo). No princípio do ano seguinte, devido ao seu envolvimento na revolta monárquica que daria origem à Monarquia do Norte, foi demitido do Exército por decreto de 24 de fevereiro de 1919. Porém, anos mais tarde, em 12 de dezembro de 1931, conseguiu ser reintegrado, embora na situação de reforma.
Nas eleições gerais de 1925 foi eleito deputado ao Congresso da República, pelo círculo eleitoral de Portalegre, nas listas da Causa Monárquica.
Faleceu no Hospital Militar Principal, na Lapa, Lisboa.